# Сізіф: Міф
Сізіф: Міф (кор. 시지프스: the myth) — південнокорейський науково-фантастичний телесеріал, що розповідає історію про геніального інженера Хан Тхе Суля, який вирушає на пошуки правди, що прихована від звичайних людей, та Кан Со Хе, що прибула з майбутнього, щоб врятувати Тхе Суля від небезпеки. Серіал транслювався на телеканалі JTBC щосереди і щочетверга з 17 лютого по 8 квітня 2021.  У головних ролях Чо Син У, Пак Сін Хє та Кім Пьон Чхоль.

## Сюжет
Сучасність. Хан Тхе Суль працює CEO в компанії «Quantum and Time». Він свого часу поставив роботу вище за сім'ю, через що втрата свого брата, Хан Тхе Сана, і після втрати в нього з'явилися хворобливі галюцинації. Однак, після того, як Тхе Суль запобігає авіакатастрофи, він випадково дізнається, що причиною катастрофи стала не пташка, а справжній чемодан якоїсь людини. 
Майбутнє. Кан Со Хе живе у Кореї, що була зруйнована ядерної війною. Вона свого часу знайшла щоденник, в якому зазначено, що потрібно врятувати життя Хан Тхе Сулю, щоб зупинити ядерні обстріли Південної Кореї. Со Хе, використовуючи «Вивантажувач» вирушає зі свого часу в теперішній час, щоб врятувати Тхе Суля.
Сучасність. Тхе Суль під час пошуку чемодану, який пошкодив літак, дізнається про таємничих осіб, яких кличуть «нелегальні іммігранти», та про можливість, що його брат живий. Об'єднуючи свої зусилля з Со Хе, Тхе Суль прагне розкрити таємницю, яка пов'язана з «нелегальними іммігрантами» та врятувати свого брата.

## Акторський склад

### Головні ролі
- Чо Син У як Хан Тхе Суль[5]
  - Чон Хьон Джун як Хан Тхе Суль у дитинстві
- Пак Сін Хє як Кан Со Хе[5]
  - Со І Су як Кан Со Хе у дитинстві
- Кім Пьон Чхоль як Сігма/Со Кіль Бок
  - Лі Чу Вон як Со Кіль Бок у дитинстві

### Другорядні ролі

#### Люди навколо Тхе Суль
- Хо Чун Сок як Хан Тхе Сан
- Тхе Ін Хо як Едді Кім/Кім Син Бок[5]
- Чон Кук Хван як Кім Хан Йон
- Чон Хє Ін як Кім Со Джін/Кім Агнеса
- Тхе Вон Сок як Йо Пон Сон

#### Люди навкало Со Хе
- Кім Чон Тхе як Кан Тон Ґі
- Лі Йон Су як Лі Ин Хї
- Чхе Чон Хьоп як «Sun»/Чхве Че Сон[5]

#### Офіс контролю
- Чхве Чон У як Хван Хьон Син
- Ко Юн як Чон Хьон Ґі
- Ян Чун Мо як Чхве Йон Сік

#### Asia Mart
- Сон Тон Іль як Пак Са Джан/Пак Хьон До[5]
- Лі Сі У як Бін Бін
- Лі Мьон Ро як Ом Сон Дже
- Чон Ха Джун як Ом Сон Хо

## Оригінальні звукові доріжки

### Повний альбом
| Sisyphus: The Myth (Original Television Soundtrack) | Sisyphus: The Myth (Original Television Soundtrack) | Sisyphus: The Myth (Original Television Soundtrack) | Sisyphus: The Myth (Original Television Soundtrack) | Sisyphus: The Myth (Original Television Soundtrack) | Sisyphus: The Myth (Original Television Soundtrack) |
| #                                                   | Назва                                               | Автор слів                                          | Автор музики                                        | Виконавець                                          | Тривалість                                          |
| --------------------------------------------------- | --------------------------------------------------- | --------------------------------------------------- | --------------------------------------------------- | --------------------------------------------------- | --------------------------------------------------- |
| 1.                                                  | «Stay (Tempus)» (Prod.Groovyroom)                   | G.Soul                                              | 그루비룸(GroovyRoom), G.Soul                        | G.Soul                                              | 3:20                                                |
| 2.                                                  | «Fight For Love (Aria For Myth)»                    | Чін Хьок, 사피라 K(Safira.K)                        | О Чун Сон                                           | Чо Су Мі                                            | 4:21                                                |
| 3.                                                  | «My Last Love (In Paradisum)»                       | Чін Хьок, Кім Ю Ґьон                                | О Чун Сон                                           | Ailee                                               | 4:18                                                |
| 4.                                                  | «You're My Light (Lacrimosa)»                       | Чін Хьок, Кім Ю Ґьон                                | О Чун Сон                                           | Пак Вон                                             | 4:29                                                |
| 5.                                                  | «True (Vertitas)»                                   | DOKO(도코)                                          | DOKO(도코)                                          | DOKO(도코)                                          | 2:40                                                |
| 6.                                                  | «Fight For Love (Aria For Myth)» (Korean Version)   | Чін Хьок, Кім Ю Ґьон                                | О Чун Сон                                           | Чо Су Мі                                            | 4:21                                                |
| 7.                                                  | «Where Am I»                                        |                                                     | О Чун Сон                                           | О Чун Сон                                           | 3:10                                                |
| 8.                                                  | «Changed World»                                     |                                                     | О Чун Сон                                           | О Чун Сон                                           | 2:08                                                |
| 9.                                                  | «(Opening Title) Open The Door»                     |                                                     | О Чун Сон                                           | О Чун Сон                                           | 0:55                                                |
| 10.                                                 | «Dad And I»                                         |                                                     | О Чун Сон                                           | О Чун Сон                                           | 2:00                                                |
| 11.                                                 | «Return Of Sigma»                                   |                                                     | О Чун Сон                                           | О Чун Сон                                           | 2:01                                                |
| 12.                                                 | «Gray City»                                         |                                                     | О Чун Сон                                           | О Чун Сон                                           | 2:13                                                |
| 13.                                                 | «Dispatch»                                          |                                                     | О Чун Сон                                           | О Чун Сон                                           | 1:47                                                |
| 14.                                                 | «Operation Time»                                    |                                                     | О Чун Сон                                           | О Чун Сон                                           | 1:56                                                |
| 15.                                                 | «Deserted Street»                                   |                                                     | О Чун Сон                                           | О Чун Сон                                           | 2:18                                                |
| 16.                                                 | «Sisyphus Main Title»                               |                                                     | Чон Є Ґьон, Forest Christenson                      | Чон Є Ґьон, Forest Christenson                      | 1:02                                                |
| 17.                                                 | «Chaos»                                             |                                                     | Чон Є Ґьон, Forest Christenson                      | Чон Є Ґьон, Forest Christenson                      | 3:04                                                |
| 18.                                                 | «The End Of The Day»                                |                                                     | Чон Є Ґьон                                          | Чон Є Ґьон                                          | 3:23                                                |
| 19.                                                 | «Gravitas»                                          |                                                     | Чон Є Ґьон, Forest Christenson                      | Чон Є Ґьон, Forest Christenson                      | 4:28                                                |
| 20.                                                 | «The Past»                                          |                                                     | Чон Є Ґьон                                          | Чон Є Ґьон                                          | 2:34                                                |
| 21.                                                 | «I Miss You»                                        |                                                     | Чон Є Ґьон                                          | Чон Є Ґьон                                          | 3:01                                                |
| 22.                                                 | «Time Tree»                                         |                                                     | Чон Є Ґьон, ID:Earth(아이디얼스)                    | Чон Є Ґьон, ID:Earth(아이디얼스)                    | 3:00                                                |
| 23.                                                 | «Abyss»                                             |                                                     | Чон Є Ґьон, DMNT                                    | Чон Є Ґьон, DMNT                                    | 1:54                                                |
| 24.                                                 | «The Intruder»                                      |                                                     | Чон Є Ґьон, ID:Earth(아이디얼스)                    | Чон Є Ґьон, ID:Earth(아이디얼스)                    | 2:05                                                |
| 25.                                                 | «The Heist»                                         |                                                     | Чон Є Ґьон, DMNT                                    | Чон Є Ґьон, DMNT                                    | 1:46                                                |
| 26.                                                 | «Hellgate»                                          |                                                     | Чон Є Ґьон, Лі Пьон Джін                            | Чон Є Ґьон, Лі Пьон Джін                            | 1:09                                                |
| 27.                                                 | «Beyond The Time»                                   |                                                     | Чон Є Ґьон, DMNT                                    | Чон Є Ґьон, DMNT                                    | 1:18                                                |

### Альбом частинами
| Sisyphus: The Myth (Original Television Soundtrack), Part 1 | Sisyphus: The Myth (Original Television Soundtrack), Part 1 | Sisyphus: The Myth (Original Television Soundtrack), Part 1 | Sisyphus: The Myth (Original Television Soundtrack), Part 1 | Sisyphus: The Myth (Original Television Soundtrack), Part 1 | Sisyphus: The Myth (Original Television Soundtrack), Part 1 |
| #                                                           | Назва                                                       | Автор слів                                                  | Автор музики                                                | Виконавець                                                  | Тривалість                                                  |
| ----------------------------------------------------------- | ----------------------------------------------------------- | ----------------------------------------------------------- | ----------------------------------------------------------- | ----------------------------------------------------------- | ----------------------------------------------------------- |
| 1.                                                          | «Stay (Tempus)» (Prod.Groovyroom)                           | G.Soul                                                      | 그루비룸(GroovyRoom), G.Soul                                | G.Soul                                                      | 3:20                                                        |
| 2.                                                          | «Stay (Tempus) (Inst.)» (Prod.Groovyroom)                   |                                                             | 그루비룸(GroovyRoom), G.Soul                                | G.Soul                                                      | 3:20                                                        |

| Sisyphus: The Myth (Original Television Soundtrack), Part 2 | Sisyphus: The Myth (Original Television Soundtrack), Part 2 | Sisyphus: The Myth (Original Television Soundtrack), Part 2 | Sisyphus: The Myth (Original Television Soundtrack), Part 2 | Sisyphus: The Myth (Original Television Soundtrack), Part 2 | Sisyphus: The Myth (Original Television Soundtrack), Part 2 |
| #                                                           | Назва                                                       | Автор слів                                                  | Автор музики                                                | Виконавець                                                  | Тривалість                                                  |
| ----------------------------------------------------------- | ----------------------------------------------------------- | ----------------------------------------------------------- | ----------------------------------------------------------- | ----------------------------------------------------------- | ----------------------------------------------------------- |
| 1.                                                          | «Fight For Love (Aria For Myth)»                            | Чін Хьок, 사피라 K(Safira.K)                                | О Чун Сон                                                   | Чо Су Мі                                                    | 4:21                                                        |
| 2.                                                          | «Fight For Love (Aria For Myth) (Inst.)»                    |                                                             | О Чун Сон                                                   | Чо Су Мі                                                    | 4:21                                                        |

| Sisyphus: The Myth (Original Television Soundtrack), Part 3 | Sisyphus: The Myth (Original Television Soundtrack), Part 3 | Sisyphus: The Myth (Original Television Soundtrack), Part 3 | Sisyphus: The Myth (Original Television Soundtrack), Part 3 | Sisyphus: The Myth (Original Television Soundtrack), Part 3 | Sisyphus: The Myth (Original Television Soundtrack), Part 3 |
| #                                                           | Назва                                                       | Автор слів                                                  | Автор музики                                                | Виконавець                                                  | Тривалість                                                  |
| ----------------------------------------------------------- | ----------------------------------------------------------- | ----------------------------------------------------------- | ----------------------------------------------------------- | ----------------------------------------------------------- | ----------------------------------------------------------- |
| 1.                                                          | «My Last Love (In Paradisum)»                               | Чін Хьок, Кім Ю Ґьон                                        | О Чун Сон                                                   | Ailee                                                       | 4:18                                                        |
| 2.                                                          | «My Last Love (In Paradisum) (Inst.)»                       |                                                             | О Чун Сон                                                   | Ailee                                                       | 4:18                                                        |

| Sisyphus: The Myth (Original Television Soundtrack), Part 4 | Sisyphus: The Myth (Original Television Soundtrack), Part 4 | Sisyphus: The Myth (Original Television Soundtrack), Part 4 | Sisyphus: The Myth (Original Television Soundtrack), Part 4 | Sisyphus: The Myth (Original Television Soundtrack), Part 4 | Sisyphus: The Myth (Original Television Soundtrack), Part 4 |
| #                                                           | Назва                                                       | Автор слів                                                  | Автор музики                                                | Виконавець                                                  | Тривалість                                                  |
| ----------------------------------------------------------- | ----------------------------------------------------------- | ----------------------------------------------------------- | ----------------------------------------------------------- | ----------------------------------------------------------- | ----------------------------------------------------------- |
| 1.                                                          | «You're My Light (Lacrimosa)»                               | Чін Хьок, Кім Ю Ґьон                                        | О Чун Сон                                                   | Пак Вон                                                     | 4:29                                                        |
| 2.                                                          | «You're My Light (Lacrimosa) (Inst.)»                       |                                                             | О Чун Сон                                                   | Пак Вон                                                     | 4:29                                                        |

| Sisyphus: The Myth (Original Television Soundtrack), Part 5 | Sisyphus: The Myth (Original Television Soundtrack), Part 5 | Sisyphus: The Myth (Original Television Soundtrack), Part 5 | Sisyphus: The Myth (Original Television Soundtrack), Part 5 | Sisyphus: The Myth (Original Television Soundtrack), Part 5 | Sisyphus: The Myth (Original Television Soundtrack), Part 5 |
| #                                                           | Назва                                                       | Автор слів                                                  | Автор музики                                                | Виконавець                                                  | Тривалість                                                  |
| ----------------------------------------------------------- | ----------------------------------------------------------- | ----------------------------------------------------------- | ----------------------------------------------------------- | ----------------------------------------------------------- | ----------------------------------------------------------- |
| 1.                                                          | «True (Vertitas)»                                           | DOKO(도코)                                                  | DOKO(도코)                                                  | DOKO(도코)                                                  | 2:40                                                        |
| 2.                                                          | «True (Vertitas) (Inst.)»                                   |                                                             | DOKO(도코)                                                  | DOKO(도코)                                                  | 2:40                                                        |

## Рейтинги
Найнижчі рейтинги позначені синім кольором, а найвищі — червоним кольором.
| Номер #          | Дата показу      | Середнє значення кількості переглядів | Середнє значення кількості переглядів |
| Номер #          | Дата показу      | AGB Nielsen                           | AGB Nielsen                           |
| Номер #          | Дата показу      | Загальнонаціональні                   | Сеул                                  |
| ---------------- | ---------------- | ------------------------------------- | ------------------------------------- |
| 1                | 17 лютого 2021   | 5,608%                                | 6,766%                                |
| 2                | 18 лютого 2021   | 6,677%                                | 8,063%                                |
| 3                | 24 лютого 2021   | 6,167%                                | 6,200%                                |
| 4                | 25 лютого 2021   | 6,178%                                | 6,771%                                |
| 5                | 3 березня 2021   | 5,240%                                | 6,036%                                |
| 6                | 4 березня 2021   | 4,972%                                | 5,620%                                |
| 7                | 10 березня 2021  | 4,633%                                | 5,040%                                |
| 8                | 11 березня 2021  | 4,848%                                | 5,574%                                |
| 9                | 17 березня 2021  | 4,905%                                | 5,372%                                |
| 10               | 18 березня 2021  | 4,804%                                | 5,038%                                |
| 11               | 24 березня 2021  | 4,435%                                | 4,834%                                |
| 12               | 25 березня 2021  | 4,637%                                | 5,160%                                |
| 13               | 31 березня 2021  | 4,302%                                | 5,106%                                |
| 14               | 1 квітня 2021    | 4,246%                                | 4,971%                                |
| 15               | 7 квітня 2021    | 3,394%                                | 3,925%                                |
| 16               | 8 квітня 2021    | 4,363%                                | 4,878%                                |
| Середнє значення | Середнє значення | 4,963%                                | 5,585%                                |